# Кутафин, Олег Емельянович
Оле́г Емелья́нович Кута́фин (26 июня 1937, Одесса — 4 декабря 2008, Москва) — советский и российский учёный-правовед, специалист в области конституционного права, академик РАН (2003), почётный член РАО, ректор, а затем президент Московской государственной юридической академии.

## Биография
Родился 26 июня 1937 года в Одессе (по другим сведениям — село Бакша Савранского района Одесской обл.) в семье государственных служащих.

### Научная карьера
В 1954 году Кутафин поступил на юридический факультет МГУ, который окончил с красным дипломом (научный руководитель — С. С. Кравчук). С 1956 по 1961 год он был первым секретарём комитета комсомола МГУ, избирался членом президиума Студенческого совета СССР и членом Комитета молодёжных организаций СССР. В 1964 году защитил кандидатскую диссертацию по теме «Постоянные комиссии палат Верховного Совета СССР».
С 1964 года преподавал во Всесоюзном юридическом заочном институте, а с 1971 года — в МГУ. Профессор кафедры государственного права и советского строительства (1980—1987), заместитель декана по учебной работе (1973—1982), заместитель декана по научной работе (1982—1987) юридического факультета.
В 1979 году он защитил докторскую диссертацию «Плановая деятельность Советского государства: государственно-правовой аспект», а через два года стал профессором. В 1987 году Кутафин стал ректором Всесоюзного юридического заочного института (ВЮЗИ), который возглавлял почти до конца жизни.
Является автором большого количества монографий и учебников по конституционному и муниципальному праву, за учебник «Конституционное право Российской Федерации» (в соавторстве с Е. И. Козловой) он был удостоен Премии Президента Российской Федерации в области образования.

### Общественная и государственная деятельность
В 1993 году Кутафин участвовал в разработке проекта Конституции России. Позже он входил во многие совещательные органы при Президенте России: Совет при Президенте Российской Федерации по вопросам совершенствования правосудия (с 14 октября 1997 года), Совет при Президенте Российской Федерации по науке и высоким технологиям (с 8 ноября 2001 года), Научно-консультативный совет при Совете безопасности Российской Федерации, с 1996 года был председателем Комиссии по вопросам гражданства при Президенте Российской Федерации.
С 2001 года входил в совет директоров Лукойла, с 2003 года являлся членом комитета по аудиту.
В 2007 году Кутафин был утвержден членом Совета Общественной палаты Российской Федерации, с 2008 года заместитель секретаря ОП РФ.
Являлся сопредседателем Ассоциации юристов России и президентом общероссийской общественной организации «Союз юристов России». Член президиума ВАК РФ и президиума РАН, 31 мая 2008 года был избран академиком-секретарём Отделения общественных наук РАН.
Скончался 4 декабря 2008 года. Похоронен на Новодевичьем кладбище в Москве.

### Семья
Жена — Наталия Николаевна Кутафина (02.01.1949—01.05.2025), кандидат экономических наук, вела финансовое право в МГЮУ им. О.Е. Кутафина, доцент кафедры общественных наук Литературного института имени А.М. Горького.
Сын — Дмитрий Олегович Кутафин (род. 13.06.1984) — проректор МГЮУ им. О.Е. Кутафина по международному сотрудничеству (до 2022 года).
Дочь — Галина Олеговна Кутафина (род. 17.03.1961), начальник отдела социального законодательства и законодательства о государственной службе Правового управления Аппарата Совета Федерации Федерального Собрания Российской Федерации, кандидат юридических наук, действительный государственный советник РФ 3 класса.

## Основные работы
- Постоянные комиссии палат Верховного Совета СССР. — М., 1971;
- Местные Советы и народнохозяйственное планирование. -М., 1976;
- Плановая деятельность Советского государства: государственно-правовой аспект. — М.: Юрид. лит., 1980. — 240 с.
- Компетенция местных советов: учеб. пособие / О. Е. Кутафин, К. Ф. Шеремет. — М.: Юрид. лит., 1982. — 232 с.
- Конституционные основы общественного строя и политики СССР. — М.: Изд-во Моск. ун-та, 1985. — 288 с.
- Высшие органы государственной власти страны, 1988—1991 гг. — М., 1991;
- Государственное право Российской Федерации: учебник / ред. О. Е. Кутафин. — М.: Юрид. лит., 1996. — 584 с.
- Конституционное право России. Сборник конституционно-правовых актов / отв. ред. О. Е. Кутафин, сост. Н. А. Михалева. — М.: ЮРИСТЪ, 1999, 1998 — Т. 1. — 816 с.
- Правоведение: учебник для неюридических вузов / ред. О. Е. Кутафин. — М.: Юристъ, 2002. — 398 с.
- Источники конституционного права Российской Федерации. — М.: Юристъ, 2002. — 348 с.
- Судебная власть в России. История. Документы: в 6-ти т. / О. Е. Кутафин, В. М. Лебедев, Г. Ю. Семигин. — М.: Мысль, 2003. — Т. 1: Начала формирования судебной власти. — 701 с.
- Неприкосновенность в конституционном праве Российской Федерации. — М.: Юристъ, 2004. — 407 с.
- Российское гражданство. М., 2004;
- Российская автономия / Моск. гос. юрид. акад. — М.: ТК Велби, Изд-во Проспект, 2006. — 768 с.
- Субъекты конституционного права Российской Федерации как юридические и приравненные к ним лица. — М., 2007;
- Российский конституционализм. — М., 2008.

## Награды и звания
Полный кавалер ордена «За заслуги перед Отечеством»:
- Орден «За заслуги перед Отечеством» I степени (26 мая 2007) — «за выдающийся вклад в развитие отечественной науки, подготовку высококвалифицированных юридических кадров и многолетнюю плодотворную общественную деятельность»[14]
- Орден «За заслуги перед Отечеством» II степени (26 июня 2002) — «за выдающийся вклад в развитие института гражданства Российской Федерации и многолетнюю плодотворную научную и общественную деятельность»[15]
- Орден «За заслуги перед Отечеством» III степени (6 мая 2000) — «за большой личный вклад в развитие науки и подготовку высококвалифицированных кадров»[16]
- Орден «За заслуги перед Отечеством» IV степени (18 июня 1997) — «за заслуги перед государством и большой личный вклад в развитие науки и подготовку высококвалифицированных кадров»[17]
- Заслуженный деятель науки Российской Федерации (25 июня 1993 года) — за заслуги в научной деятельности[18]
- Премия Президента Российской Федерации в области образования за 2001 год (3 октября 2002 года) — за создание учебника «Конституционное право России» для учебных заведений высшего профессионального образования[19]
- Почётный работник высшего профессионального образования Российской Федерации
- Знак отличия «За заслуги перед Москвой» (21 июня 2007 года) — за большой личный вклад в укрепление законности и многолетнюю плодотворную работу по подготовке высококвалифицированных специалистов для города Москвы[20]
- Почётная грамота Московской городской Думы (27 июня 2007 года) — за заслуги перед городским сообществом и в связи с 70-летием со дня рождения[21]

## Память
- Памяти Кутафина посвящена марка «Почты России», выпущенная в 2012 году к 75-летию академика[22].
- В 2008 году принят Указ Президента РФ «Об увековечении памяти О. Е. Кутафина» и присвоении его имени Московской государственной юридической академии (МГЮА), на здании МГЮА установлена мемориальная доска[23][24].
- Площадь Академика Кутафина появилась в Хорошёвском районе Москвы в 2019 году[25][26].
- В 2010 году усилиями родных, учеников и друзей была выпущена книга «Первый по праву» (сборник воспоминаний о жизненном пути и творческом наследии О. Е. Кутафина).